# NGC 7023
NGC 7023, auch Irisnebel, ist ein Gasnebel im Sternbild Kepheus am Nordhimmel. NGC 7023 hat eine Winkelausdehnung von 10' × 8'. Der Irisnebel ist ein Reflexionsnebel, der von einem zentralen Stern der scheinbaren Helligkeit 7,1 mag erleuchtet wird. Der Name des Nebels stammt daher, dass dieser in Farbaufnahmen an eine blau blühende Schwertlilie (Iris) erinnert.
Das Objekt wurde am 18. Oktober 1794 vom deutsch-britischen Astronomen Sir William Herschel entdeckt.
Teilweise wird bis heute angegeben, dass sich der NGC-Eintrag 7023 auf einen offenen Sternhaufen mit dem Irisnebel beziehe, doch ist damit tatsächlich nur der Nebel gemeint. Die Verwirrung scheint entstanden zu sein, als der schwedische Astronom Per Collinder 1931 auch den umgebenden Sternhaufen als NGC 7023 bezeichnete. Doch sind eindeutige Katalogisierungen dieses Sternhaufens Collinder 429 und C1 vdB 139.

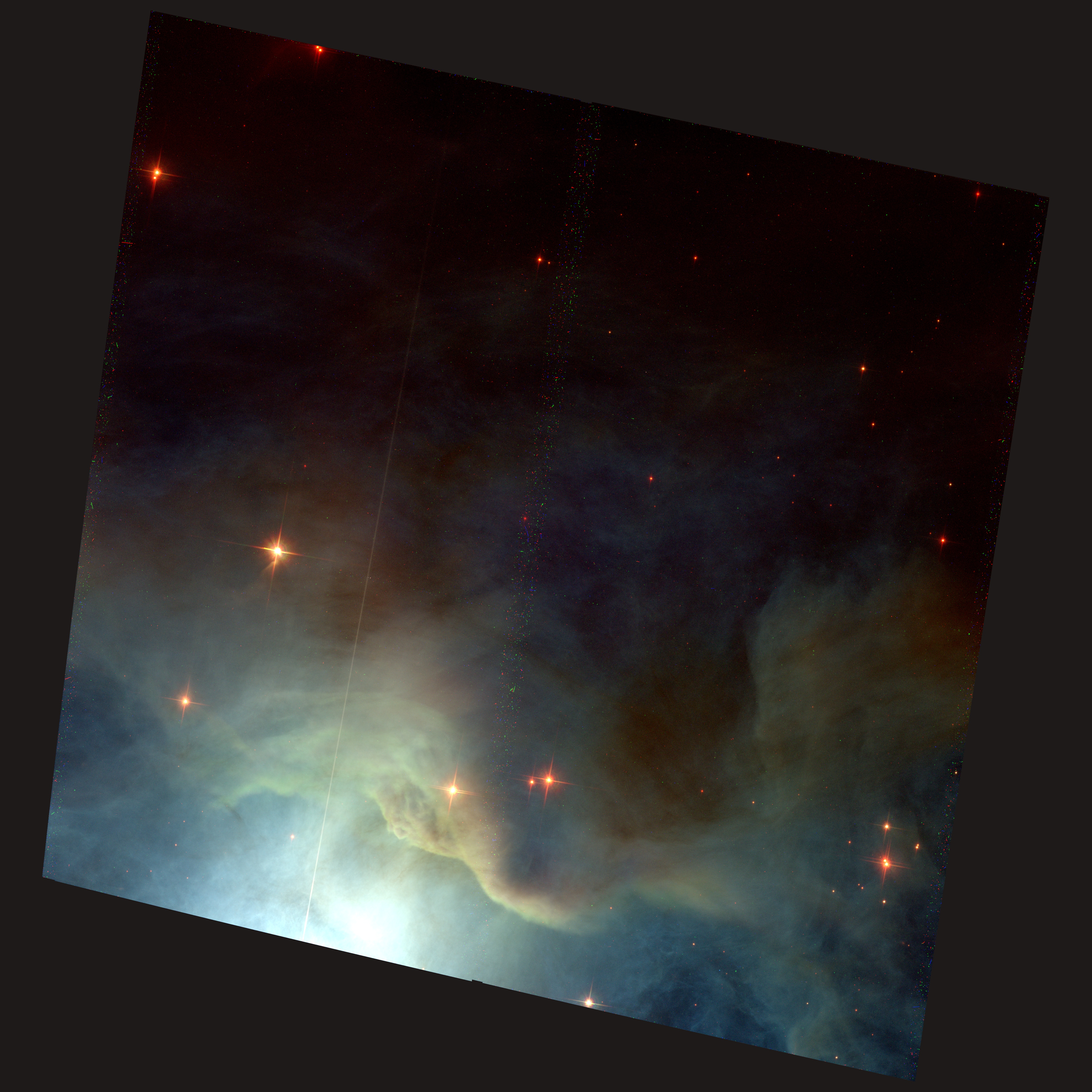
Hubble-Aufnahme des nordwestlichen Teils
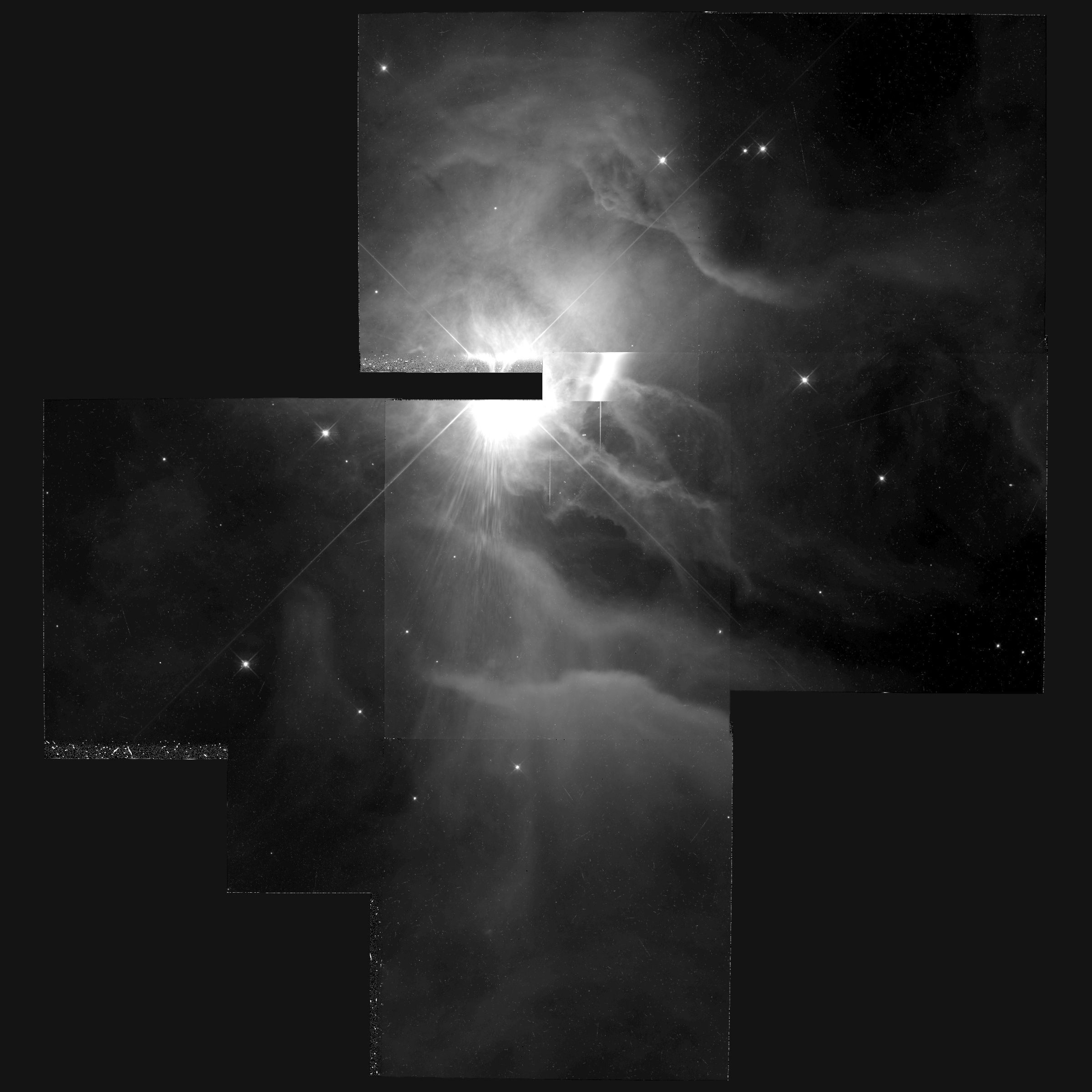
Mosaik mehrerer Hubble-Aufnahmen
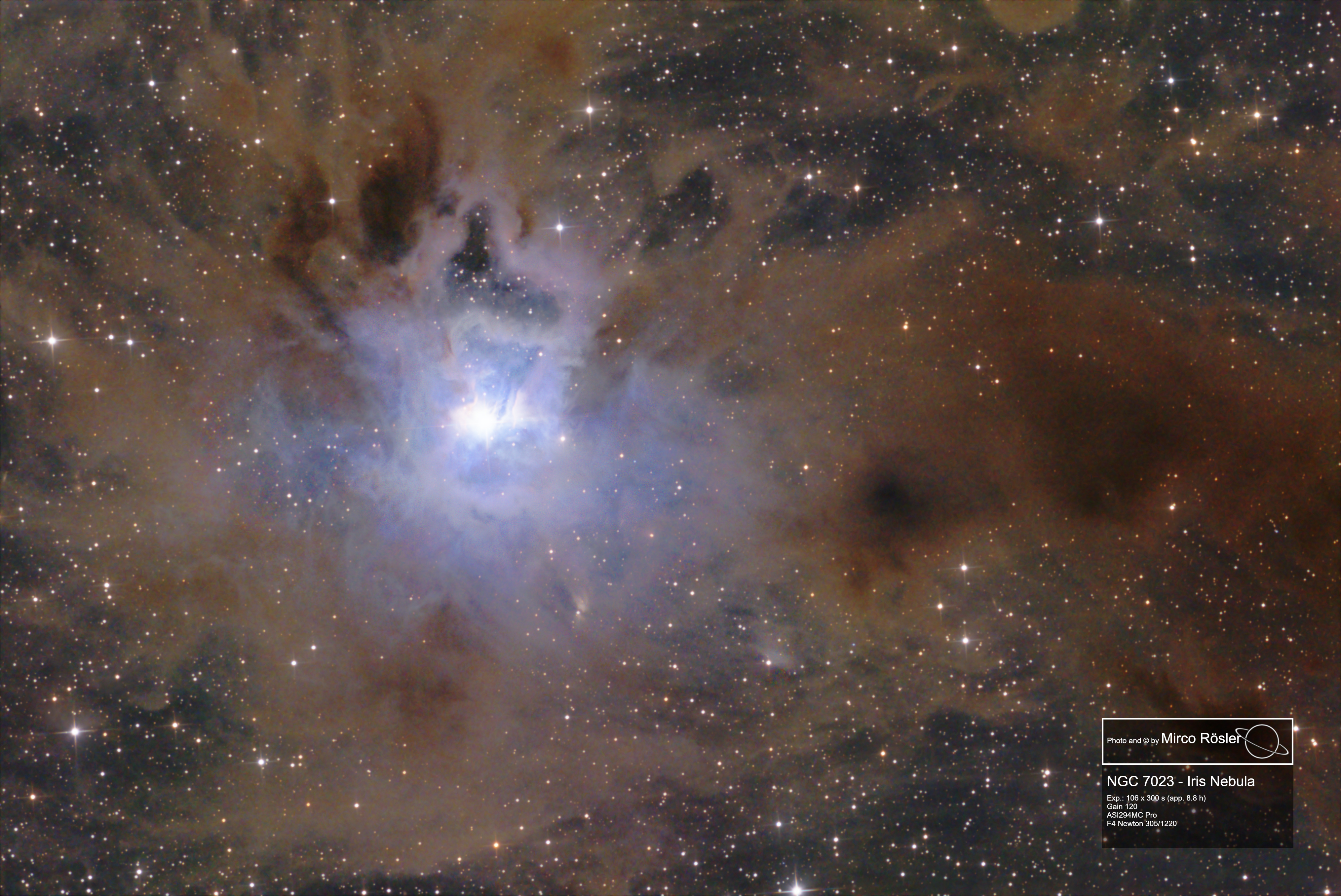
Irisnebel